# Campionato europeo femminile di pallacanestro Under-18 Division B 2006
Il Campionato europeo femminile di pallacanestro Under-18 2006 (noto anche come FIBA EuroBasket Women Under-18 2006) si è svolto in Italia, a Chieti.

## Classifica finale
| Pos     | Team                 |  |
| ------- | -------------------- |  |
| Oro     | Italia               |  |
| Argento | Ucraina              |  |
| Bronzo  | Croazia              |  |
| 4.      | Lettonia             |  |
| 5.      | Estonia              |  |
| 6.      | Bosnia ed Erzegovina |  |
| 7.      | Israele              |  |
| 8.      | Romania              |  |
| 9.      | Portogallo           |  |
| 10.     | Irlanda              |  |
| 11.     | Islanda              |  |
| 12.     | Finlandia            |  |
| 13.     | Inghilterra          |  |
| 14.     | Macedonia            |  |